# Niedzielne dzieci
Niedzielne dzieci – polski film obyczajowy z 1976 roku, w reżyserii Agnieszki Holland.

## Opis fabuły
Młode małżeństwo od dłuższego czasu stara się o dziecko. Mąż jest mechanikiem samochodowym, zaś żona sekretarką w szkole. Po jakimś czasie decydują się na adopcję. Wówczas nagle okazuje się, że będą mieli własne dziecko.

## Obsada aktorska
- Zofia Grąziewicz – Barbara Bilska
- Ryszard Kotys – Andrzej Bilski, mąż Barbary
- Krystyna Wachelko-Zaleska – Jolanta Górka
- Dorota Stalińska – koleżanka Jolanty
- Maria Głowacka(inne języki)
- Krzysztof Zaleski – Marek, przyjaciel Bilskiego
- Magda Teresa Wójcik – kierowniczka domu dziecka
- Bohdana Majda – pracownica domu dziecka
- Maria Chwalibóg – pielęgniarka na izbie przyjęć porodówki
- Adam Ferency – przyjaciel Bilskiego
- Wojciech Brzozowicz – dyrektor szkoły
- Jadwiga Colonna-Walewska – nauczycielka
- Elżbieta Osterwa – pracownica ośrodka adopcyjnego

## Nagrody
- Agnieszka Holland - nagroda Gazety Olsztyńskiej na Festiwalu Polskiej Twórczości Telewizyjnej
- Krystyna Wachelko-Zaleska - nagroda za rolę kobiecą